# 당려
당려(唐厲, ? ~ 기원전 172년)는 전한의 군인이다. 개국공신 서열 40위로 척구후(斥丘侯)에 봉해졌다.

## 행적
사인(舍人)으로 풍(豊) 땅에서 고제를 따랐고, 한나라에서 좌사마(左司馬)를 지냈다. 아장(亞將)으로서 항적을 쳤고, 이후 동군도위(東郡都尉)가 되어 무성(武城)에서 항적을 격파하였다. 이후 중위가 되고 영포를 쳤고, 척구후에 봉해졌다.

## 중위 재임 시기
중위가 된 후 영포를 쳤다는 기록상 임명 시기가 고제 12년(기원전 195)경으로 비정되나, 이는 영상(靈常)의 중위 취임 추정 시기와 겹친다. 짧은 기간 동안 각각 중위를 지낸 것으로 보이나, 선후 관계는 알 수 없다.

## 출전
- 사마천, 《사기》 권18 고조공신후자연표(高祖功臣侯者年表)

| 전임 척새? 영상? | 전한의 중위 기원전 196년? 195년? ~ ? | 후임 영상? 복? |

|  | 전한의 척구후 기원전 200년 음력 8월 병진일 ~ 기원전 172년 | 후임 아들 척구공후 당조 |